# Байдарово
Байдарово — деревня в Никольском районе Вологодской области. Административный центр Байдаровского сельского поселения и Байдаровского сельсовета.
Расстояние до районного центра Никольска по автодороге — 20 км. Ближайшие населённые пункты — Солотново, Большой Двор, Ковырцево.
По переписи 2002 года население — 148 человек (73 мужчины, 75 женщин). Всё население — русские.